# Imagine Me & You
Imagine Me & You è un film del 2005 diretto da Ol Parker.
La pellicola, interpretata da Piper Perabo, Lena Headey e Matthew Goode, è una commedia romantica a sfondo saffico. Il titolo dell'opera è preso da una strofa della canzone Happy Together, presente nella colonna sonora del film.

## Trama
Londra. Dopo essere stati dapprima compagni di gioco, poi amici e ancora fidanzati, Heck e Rachel si sentono finalmente pronti a diventare marito e moglie. Per Rachel, Heck è, oltre che il primo e unico ragazzo, anche il suo migliore amico; circostanze che forse le hanno fatto confondere la vera natura del rapporto con lui. Il giorno delle nozze, nel momento della traversata verso l'altare, Rachel incrocia lo sguardo di una ragazza a lei sconosciuta, Luce, la fiorista che ha curato gli addobbi del matrimonio; la giovane, presa in simpatia dalla sorella minore di Rachel, ha poi modo di rimanere al ricevimento e di conoscere la sposa, catturandone l'attenzione. Rachel si sente stranamente legata a Luce, tant'è che dopo le nozze va a cercarla nel suo negozio, diventando subito amiche. Nonostante sia ancora una fresca sposa, Rachel inizia a provare dei sentimenti contrastanti nel tempo trascorso insieme a Luce, da par suo dichiaratamente lesbica: presto la ragazza capisce che ciò che la sta opprimendo non appartiene alla sfera dell'amicizia, bensì all'amore.
Non riuscendo a essere onesta col marito, e rendendosi conto del grande impegno che ha assunto sposandosi, Rachel decide di non abbandonare il suo compagno e cerca di soffocare i nuovi sentimenti per Luce. Ma questo le risulta più difficile del previsto, e nel momento in cui le due amiche si fermano a un passo dal bacio, Rachel sceglie di confessare tutto a Heck il quale, innamorato fino in fondo della consorte, inizialmente finge che non sia accaduto nulla; la stessa Luce non vuole essere la causa del fallimento del matrimonio dell'amica, e sceglie di farsi da parte. Intuendo la sofferenza interiore di Rachel, Heck sceglie tuttavia di lasciarla andare, tenendo molto più alla felicità della donna piuttosto che alla loro unione. Con l'aiuto dei suoi genitori, Rachel capisce quindi cosa prova davvero per Luce riuscendo così a confessarle i suoi sentimenti, cominciando con lei una nuova vita e vivendo, per la prima volta, il vero amore.

## Riconoscimenti
- 2007 - GLAAD Media Awards
  - Candidatura per il miglior film della piccola distribuzione